# George Wunder
George Wunder (* 24. April 1912 in New York; † 13. Dezember 1987) war ein US-amerikanischer Comiczeichner und Comicautor. Sein bekanntestes Werk ist der Abenteuerstrip Terry and the Pirates.
Wunder wuchs in Kingston, New York auf und studierte im Fernstudium Kunst. 1936 wurde er von Associated Press eingestellt, wo er unter anderem Sportcartoons erstellte, und arbeitete dort unter anderem mit Noel Sickles zusammen. Nach einer Tätigkeit für die Army in den Jahren 1942 bis 1946 übernahm er zu Beginn des Jahres 1947 den von Milton Caniff aufgegebenen Strip Terry and the Pirates und führte ihn, zeitweise unterstützt von Frank Springer, Russ Heath, Lee Elias und George Evans, bis zu dessen Einstellung im Jahr 1973 fort. Nach der Einstellung von Terry and the Pirates betätigte sich Wunder als Maler.